# Jimmy Snuka
James Reiher Snuka (nascido James Wiley Smith, Fiji, 18 de maio de 1943 — Pompano Beach, 15 de janeiro de 2017) foi um lutador de luta livre profissional e ator fiji-estadunidense mais conhecido por seu nome Jimmy "Superfly" Snuka. Vindo de Fiji, Snuka lutou entre várias promoções de luta livre durante as décadas de 1970 e 1980. Ficou conhecido por sua passagem na World Wrestling Federation, e introduziu o estilo high-flyer na WWF. Seu filho James Jr., também é lutador de wrestling, e trabalhou na WWE como Sim Snuka e com o ring name "Deuce". Jimmy participou da WrestleMania XXV, numa luta ao lado de Roddy Piper e Ricky Steamboat contra Chris Jericho. Snuka foi o primeiro eliminado, mas conseguiu a marca de ser o lutador mais velho a lutar em uma WrestleMania, com 65 anos. Em 1996, entrou para o Hall da Fama da WWE.
Morreu em 15 de janeiro de 2017 aos 73 anos em decorrência de um câncer de estômago.

## No wrestling

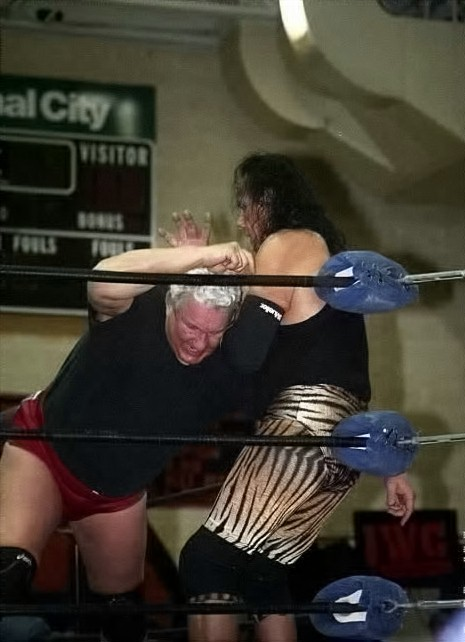
Snuka e "Cowboy" Bob Orton

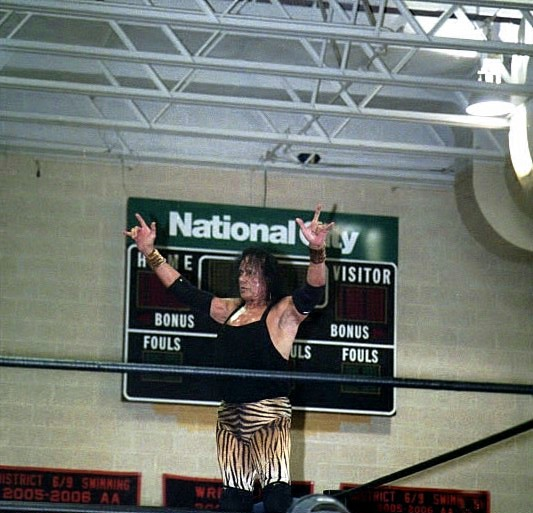
Pose característica de Snuka

- Movimentos de finalização
  - Superfly Splash[6][3] (Diving splash)

- Movimentos secundários
  - Diving crossbody[6]
  - Diving headbutt[6]
  - Jumping headbutt[6]
  - Knee drop[6]
  - Various knife–edged chops[6]

- Alcunhas
  - "Superfly" Jimmy Snuka[6][3]
  - "The Phenom"[6]

## Campeonatos e prêmios
- All Japan Pro Wrestling
  - World's Strongest Tag Determination League (1981) – com Bruiser Brody[10]

- Catch Wrestling Association
  - CWA British Commonwealth Championship (1 vez)[11]

- Cauliflower Alley Club
  - Outras honrarias (1996)[12]

- Continental Wrestling Association
  - CWA International Tag Team Championship (1 vez) – com JT Southern[13]

- East Coast Pro Wrestling
  - ECPW Heavyweight Championship (1 vez)[14]

- Eastern Championship Wrestling
  - NWA ECW Heavyweight Championship (2 vezes)[a][13]
  - NWA ECW Television Championship (1 vez)[13]

- Georgia Championship Wrestling
  - NWA National Tag Team Championship (1 vez) – com Terry Gordy[15]

- International Wrestling Superstars
  - IWS United States Championship (1 vez)[16]

- Mid-Atlantic Championship Wrestling
  - NWA United States Heavyweight Championship (Mid-Atlantic version) (1 vez)[3][13]
  - NWA World Tag Team Championship (Mid-Atlantic version) (2 vezes) – com Paul Orndorff (1) e Ray Stevens (1)[17][18]

- National Championship Wrestling
  - NCW Tag Team Championship (1 vez) – com Johnny Gunn[19]

- National Wrestling Federation
  - NWF Heavyweight Championship (1 vez, último)[20]

- National Wrestling League
  - NWL Heavyweight Championship (1 vez)[21]

- Northeast Wrestling
  - NEW Heavyweight Championship (1 vez)[22]

- NWA All-Star Wrestling
  - NWA Canadian Tag Team Championship (Vancouver version) (1 vez) – com Don Leo Jonathan[13]

- NWA Big Time Wrestling
  - NWA Texas Heavyweight Championship (1 vez)[23]
  - NWA Texas Tag Team Championship (1 vez) – com Gino Hernandez[24]

- NWA Tri-State Wrestling
  - NWA Tri-State Heavyweight Championship (1 vez)[25]

- NWA West Viriginia/Ohio
  - NWA West Viriginia/Ohio Heavyweight Championship (1 vez)[26]

- New England Pro Wrestling Hall of Fame
  - Classe de 2010[27]

- Pacific Northwest Wrestling
  - NWA Pacific Northwest Heavyweight Championship (6 vezes)[28]
  - NWA Pacific Northwest Tag Team Championship (7 vezes) – com Frankie Laine e Dutch Savage (6)[29]

- Pro Wrestling Illustrated
  - Luta do ano (1982) vs. Bob Backlund em uma luta numa jaula em 28 de junho[30][31]
  - Lutador mais popular do ano (1983)[32]
  - Dupla do ano (1980) com Ray Stevens[31]
  - PWI colocou-o em #29 dos 500 melhores lutadores individuais na "PWI Years" em 2003

- Professional Wrestling Hall of Fame
  - Classe de 2012[33]

- Universal Superstars of America
  - USA Heavyweight Championship (2 vezes)[34]

- USA Pro Wrestling
  - USA Pro New York Heavyweight Championship (1 vez)[35]

- World Wide Wrestling Alliance
  - WWWA Heavyweight Championship (1 vez)[36]
  - WWWA Intercontinental Championship (1 vez)[36]

- World Wrestling Federation
  - WWF Hall of Fame (Classe de 1996)[3]

- Wrestling Observer Newsletter
  - Dupla do ano (1981) com Terry Gordy
  - Melhor lutador "High-Flying" (1981)[37]
  - Melhor manobra (1981, 1983) Superfly Splash[37]